# 法律源于事实
法律源于事实（拉丁語：ex factis jus oritur）是国际法的一项原则，认为法律是由既成事实确定的，即使这些事实是通过违法手段达成的也无法改变。与之相对的还有“不法行为不产生权利”原则，认为违反国际法的行为在法理上是无效的，政治势力不能通过违法手段获益。